# Thou Fool
Pour plus de détails, voir Fiche technique et Distribution.
Thou Fool est un film britannique réalisé par Fred Paul (en), sorti en 1926.

## Synopsis
Un homme cherche à son venger de son ancien employeur.

## Fiche technique
- Titre original : Thou Fool
- Réalisation : Fred Paul (en)
- Scénario d'après le roman de John Joy Bell (en)
- Photographie : Stanley Rodwell
- Montage : Anthony Asquith
- Production : H. Bruce Woolfe
- Société de production : Stoll Picture Productions
- Société de distribution : Stoll Picture Productions
- Pays d'origine :  Royaume-Uni
- Langue originale : anglais
- Format : Noir et blanc  — 35 mm — 1,33:1 — Film muet
- Genre : drame
- Durée : 5 bobines
- Dates de sortie : Royaume-Uni : décembre 1926

## Distribution
- Stewart Rome : Robert Barker
- Marjorie Hume : Elsie Glen
- Mary Rorke (en) : Lady MacDonald
- J. Fisher White (en) : James Scobie
- Wyndham Guise (en) : Duncan Glen
- Mickey Brantford (en) : Robert, enfant
- Darby Foster : Harry Clement
- Patrick Aherne